# Gheorghe Craioveanu
Gheorghe Craioveanu (ur. 14 lutego 1968 w Hunedoarze) – rumuński piłkarz, występujący na pozycji napastnika. Jest wychowankiem klubu Constructorul Slatina. W wieku dwudziestu dwu lat trafił do Universitatei Craiova, z którą w marcu 1991 roku zadebiutował w Divizii A. Początkowo był rezerwowym, a jeśli już grał, to strzelał mało goli. Sytuacja zmieniła się w sezonie 1993–1994; na jego finiszu klub zdobył wicemistrzostwo kraju, a Craioveanu z liczbą dwudziestu dwu trafień – koronę króla strzelców. W kolejnych rozgrywkach strzelił pięć bramek więcej i drugi raz z rzędu został najskuteczniejszym napastnikiem rozgrywek. Dobra forma zaowocowała w 1995 roku transferem do Realu Sociedad, w którym w pierwszym sezonie utrzymał strzelecką skuteczność; w dwudziestu dziewięciu meczach zdobył jedenaście goli. Później coraz częściej siadał na ławce rezerwowych. W 1998 roku po tym, jak zespół zajął trzecie miejsce w Primera División, władze klubu sprowadziły Portugalczyka Ricardo Sa Pinto oraz Chorwata Igora Cvitanovicia, i Craioveanu musiał odejść. Trafił do Villarreal CF, który – mimo iż Rumun strzelił trzynaście bramek – spadł do drugiej ligi. Po roku zespół powrócił do ekstraklasy, a Craioveanu grał w nim do 2002 roku, kiedy przeszedł do drugoligowego Getafe CF. W 2005 roku drużyna awansowała do Primera División, a on zakończył piłkarską karierę. Z reprezentacją Rumunii, w której barwach rozegrał 25 mecze, brał udział w Mundialu 1998.

## Sukcesy piłkarskie
- mistrzostwo Rumunii 1991, wicemistrzostwo Rumunii 1994 i 1995 oraz Puchar Rumunii 1993 z Universitateą Craiova
- awans do Primera División w sezonie 1999–2000 z Villarrealem
- awans do Primera División w sezonie 2003–2004 z Getafe
- Król strzelców Divizii A w sezonie 1993–94 (22 gole) i 1994–95 (27 goli).